# Lights on the Highway
 (octobre 2023).
Lights on the Highway est un groupe islandais de rock, originaire de Reykjavik, actif entre 2003 et 2012, et jouant régulièrement par la suite.

## Histoire
Le groupe est formé en 2004, et se compose de Kristófer Jenson, Agnar Eldberg, Karl Daði Lúðvíksson, Stefán Örn Gunnlaugsson et Þórhallur Stefánsson. Leur style musical se définit par un rock mélodique dans l'esprit des années 1960.
Ils sortent un premier album, éponyme, en 2005. Leur deuxième et dernier album, intitulé Amanita Muscaria, sort en 2009, et est remarqué par la presse spécialisée islandais et étrangère. Il est nommé meilleur album de l'année par les Íslensku tónlistarverðlanin (Icelandic Music Awards) en 2010. Le groupe chante en anglais, mais sort la chanson Leiðin heim en islandais en 2010, qui gagne en popularité et devient l'une des plus jouées en Islande. Par la suite, ils sortent le single Taxi as The Boys et un troisième album est annoncé au début de 2011, mais ne verra jamais le jour. Le groupe se sépare en 2012, mais revient régulièrement jouer sur scène par la suite.

## Membres

### Membres actuels
- Kristófer Jensson  — voix
- Agnar Eldberg Kofoed Hansen — guitare, voix
- Karl Daði Lúðvíksson — basse
- Þórhallur Reynir Stefánsson — batterie
- Stefán Örn Gunnlaugsson — clavier

### Anciens membres
- Gunnlaugur Larusson — guitare

## Discographie

### Albums studio
- 2005 : Lights on the Highway
- 2009 : Amanita Muscaria

### Singles
- 2010 : Leiðin heim/Taxi
- 2018 : Miles Behind Us
- 2021 : Ólgusjór